# Романовский, Дмитрий Леонидович
Дми́трий Леони́дович Романо́вский (1861—1921) — российский врач-терапевт, гематолог, микробиолог и инфекционист.

## Биография
Из curriculum vitae:

Лекарь Дмитрий Леонидович Романовский, С.-Петербургский мещанин, православного вероисповедания, родился в 1861 году в Псковской губернии; среднее образование получил в 6-й С.-Петербургской гимназии.

В 1880 г. поступил в Санкт-Петербургский университет на естественное отделение физико-математического факультета, где прошёл два курса, а в 1882 году был принят в число слушателей тогдашнего «приготовительного» курса Военно-медицинской академии, которую окончил с отличием в 1886 году. 30-го ноября, 1886 года был назначен младшим ординатором Иваногородскаго военного госпиталя, а 31-го декабря того же года переведен младшим врачом в Ревельский местный лазарет, где состоял до конца сентября 1889 года, находясь в терапевтическом отделении. В сентябре 1889 года был прикомандирован к Петербургскому Николаевскому военному госпиталю, где состоял сначала при клиническом отделении проф. М. И. Афанасьева, а с мая 1890 г. заведует глазным отделением госпиталя.— Диссертация РДЛ «К вопросу о паразитологии и терапии болотной лихорадки» Спб. 1891 г., стр. 118.
С 1908 года и до конца жизни Дмитрий Леонидович был профессором Клинического института усовершенствования врачей в Петербурге. Умер 19 февраля 1921 года в Кисловодске от стенокардии

## Вклад Д. Л. Романовского в науку
В диссертации «К вопросу о паразитологии и терапии болотной лихорадки» (1891) Д. Л. Романовский дал описание тонкого строения малярийного плазмодия, открытого в 1880 году французским учёным А. Лавераном. Используя специальный набор красителей для микроскопии (эозин-метиленовый синий) (модификация метода двойной окраски препаратов крови, который предложил в 1889 году российский врач Ч. И. Хенцинский), он показал, что у больных, получавших хинин, малярийные плазмодии оказывались повреждёнными. Наибольший эффект отмечался для бесполых внутриклеточных форм, ядра которых быстро разрушались. Уже через 2 дня никаких паразитов в крови больных обнаружить не удавалось. Результаты этих опытов позволили Д. Л. Романовскому утверждать, что при лечении малярии хинин больше вредит паразиту, чем хозяину. Этот вывод имел большое историческое значение, так как раньше никто даже не предполагал, что лекарственное вещество может действовать подобным образом. Считалось, что лекарственные вещества просто усиливают защитные силы организма или служат источником дополнительной энергии. Д. Л. Романовский предсказывал, что в будущем будут найдены специфически действующие вещества для борьбы и с другими заболеваниями, способные в максимальной степени повреждать паразитов и наносить минимальный вред тканям хозяина. Предсказания Д. Л. Романовского настолько не соответствовали уровню развития науки того времени, что совершенно не привлекли внимания учёных. Однако именно эту идею возродил П. Эрлих, основав химиотерапию.
Нужно отметить, что если химиотерапия в своём развитии сегодня уже пережила период безоглядного оптимизма (достаточно вспомнить о проблеме антибиотикорезистентности), то окрашивание по Романовскому по-прежнему и безоговорочно актуально.

### Окрашивание по Романовскому
Рабочая группа экспертов по красителям и методам окраски ICSH, состоящая из наиболее видных учёных, даёт следующее описание: 

«Эффект окрашивания Романовского заключается в том, что синий катионный краситель азур B и красно-оранжевый анионный краситель эозин Y при взаимодействии с биологическими субстратами дают больше цветов, чем только синий и красно-оранжевый. Красно-фиолетовый (purple) — самый важный цвет, который характеризует эффект Романовского».
Исходя из этого описания, окраска по Романовскому, или, как ещё говорят, окраска типа Романовского — это группа методик, в которых проявляется одноимённый эффект.
Несмотря на длительную историю, «окраска по Романовскому и сейчас имеет выдающееся значение для морфологической идентификации гемопоэтических и других типов клеток. Продолжается осмысление механизмов эффекта Романовского, разрабатываются новые варианты способов окраски, в частности, что очень важно, наконец, делаются попытки внедрения в практику стандартизованных методик».

## Труды
- Статья «К вопросу о строении чужеядных малярии» — 1890.
- Диссертация «К вопросу о паразитологии и терапии болотной лихорадки» — 1891.
- Статья «Zur Frage der Parasitologie und Therapie der Malaria» (К вопросу о паразитологии и терапии малярии) — 1891.